# Le Silence des fusils
Pour plus de détails, voir Fiche technique et Distribution.
Le Silence des fusils est un film québéco-français réalisé par Arthur Lamothe et sorti en 1996.

## Synopsis
En allant étudier les baleines sur une réserve autochtone innue, un biologiste se retrouve à enquêter sur la mort mystérieuse de deux autochtones. Avec l'aide de Roxanne, la sœur d'une des victimes, ils tentent d'élucider le mystère malgré le manque de coopération de la police et de la population blanche des environs. Le film s'inspire d'une affaire survenue en juin 1977.

## Fiche technique
- Titre : Le Silence des fusils
- Réalisation : Arthur Lamothe
- Scénario : Arthur Lamothe et Jean Beaudry
- Photographie : Roger Moride
- Costumes : Sylvie Gagnon et Gisèle Garneau
- Son : Marcel Fraser
- Montage : Jean-Marie Drot
- Musique : Claude MacKenzie, Kashtin et Guy Trépanier
- Production : Productions La Fête - Pathé Télévision - France 3 Cinéma
- Pays d'origine :  Canada -  France
- Durée : 96 minutes
- Date de sortie : Canada - 30 août 1996

## Distribution
- Jacques Perrin : Jean-Pierre Lafond
- Michèle Audette : Roxane
- Gabriel Gascon : Père Philbert
- Louise Richer : Johanne
- Louisette Dussault : Mrs Filteau
- Mathieu Perrin : Justin
- Marco Bacon : Mike
- Jean Harvey : Dan Arsenault
- Réginald Vollant : Athanase
- Gary Boudreault : le policier
- Réjean Lefrançois : Dupras
- Hugo Dubé : Aspirot